# تله۲ روسیه
تله۲ روسیه (انگلیسی: Tele2 Russia) شرکت مخابرات روسی است، که در سال ۲۰۰۳ تأسیس شد.